# Mare Marginis
Mare Marginis (Mar Marginal, Mar de la Vora) és una mar lunar que es troba en la vora est de la cara visible de la Lluna. El seu diàmetre és de 420 quilòmetres, i la seva àrea 64.900 quilòmetres quadrats.
A diferència de la majoria de les mars lunars del costat visible de la Lluna, Marginis té una vora irregular, i sembla que la seva capa de basalt és bastant prima (entre 300 i 520 metres). Tampoc posseeix cap gran conca d'impacte clara, està format per diverses planicies circulars, que pel que sembla són restes de cràters d'impacte antics.
Es troba envoltat pels cràters Goddard al nord, Neper al sud-oest, i en la cara oculta de la Lluna, Ibn Yunus i Al-Biruní cap al nord-est.